# Stazione di Scopeti
La stazione di Scopeti è una fermata ferroviaria posta sulla linea Pontassieve-Borgo San Lorenzo, a servizio della località di Scopeti, frazione del comune di Rufina.
La gestione degli impianti è affidata a Rete Ferroviaria Italiana, controllata del gruppo Ferrovie dello Stato.
La fermata si trova presso la zona industriale di Scopeti, è quindi usata da operai e impiegati che si dirigono presso il luogo di lavoro infatti proprio davanti all'uscita della fermata (lato Borgo San Lorenzo) si trova uno dei più grandi stabilimenti europei FILA.

## Storia
La fermata di Scopeti venne attivata il 28 maggio 2000.

## Strutture e impianti
Lo scalo ferroviario è molto piccolo e spartano. Dispone infatti di un unico binario (la ferrovia in cui si trova la fermata è a binario unico e non elettrificata) con una lunga banchina alta 55 cm.
.

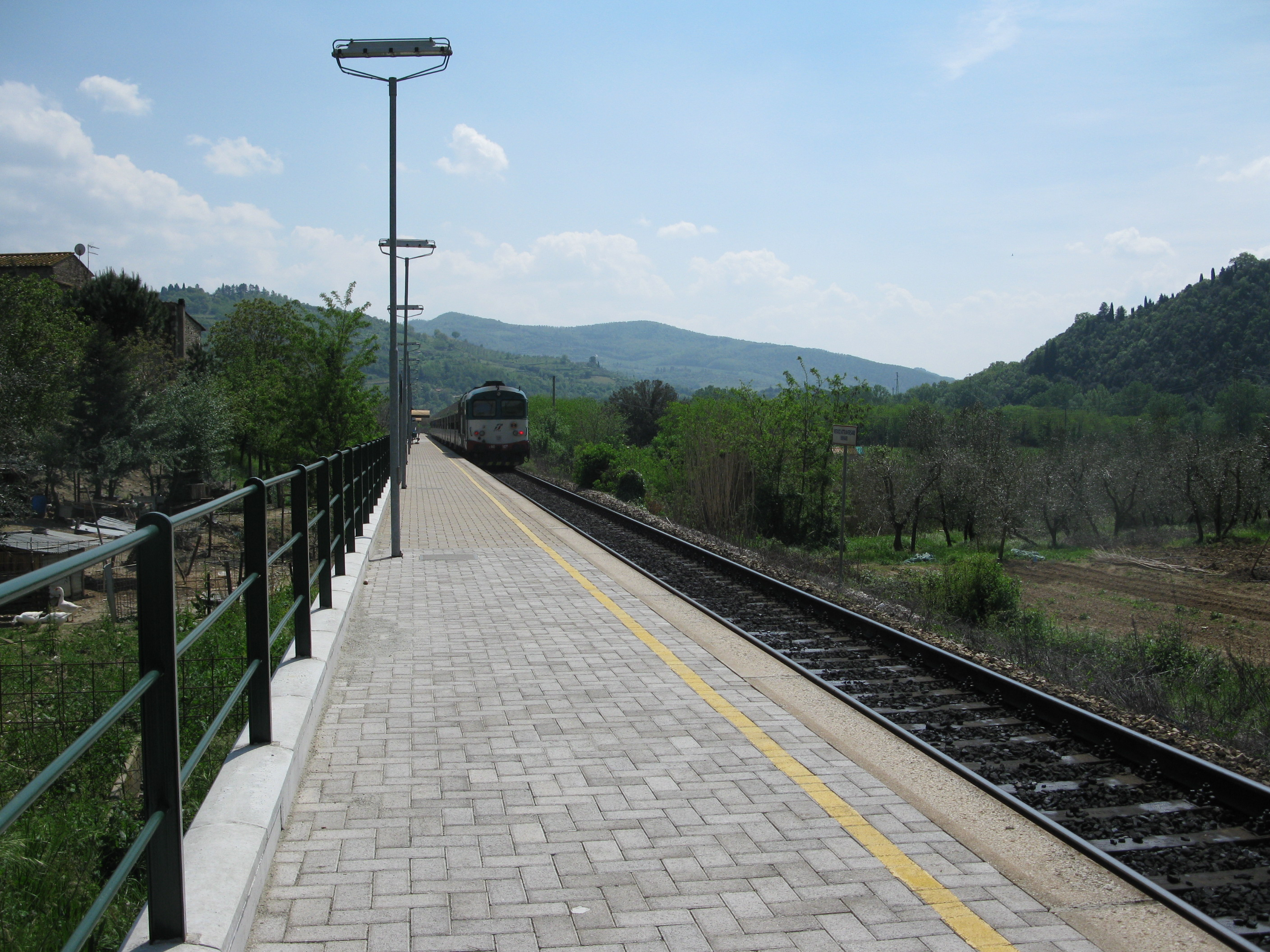
Treno per Firenze in partenza dal binario

Sono presenti due pensiline, una obliteratrice e due altoparlanti in corrispondenza delle pensiline.
Data l'elevata lunghezza della banchina la fermata dispone di tre ingressi.
Non è presente il fabbricato viaggiatori.

## Movimento
Il servizio viaggiatori è svolto esclusivamente da Trenitalia controllata del gruppo Ferrovie dello Stato.
Sulla linea in cui si trova la stazione è attivo il servizio Memorario che permette una maggiore frequenza dei treni ed orari cadenzati facili da ricordare.
Secondo i dati della Direzione del Trasporto Regionale di Trenitalia, del 2007, la fermata è frequentata da 55 persone.

## Servizi
- Parcheggio di scambio
- Fermata autolinee Autolinee Mugello Valdisieve (bivio con la statale)
- Stazione accessibile ai disabili.

## Interscambio
All'uscita della fermata è presente un ampio parcheggio.
La fermata autobus è al bivio con la statale; il servizio è effettuato dalla società consortile Autolinee Mugello Valdisieve.

## Galleria d'immagini

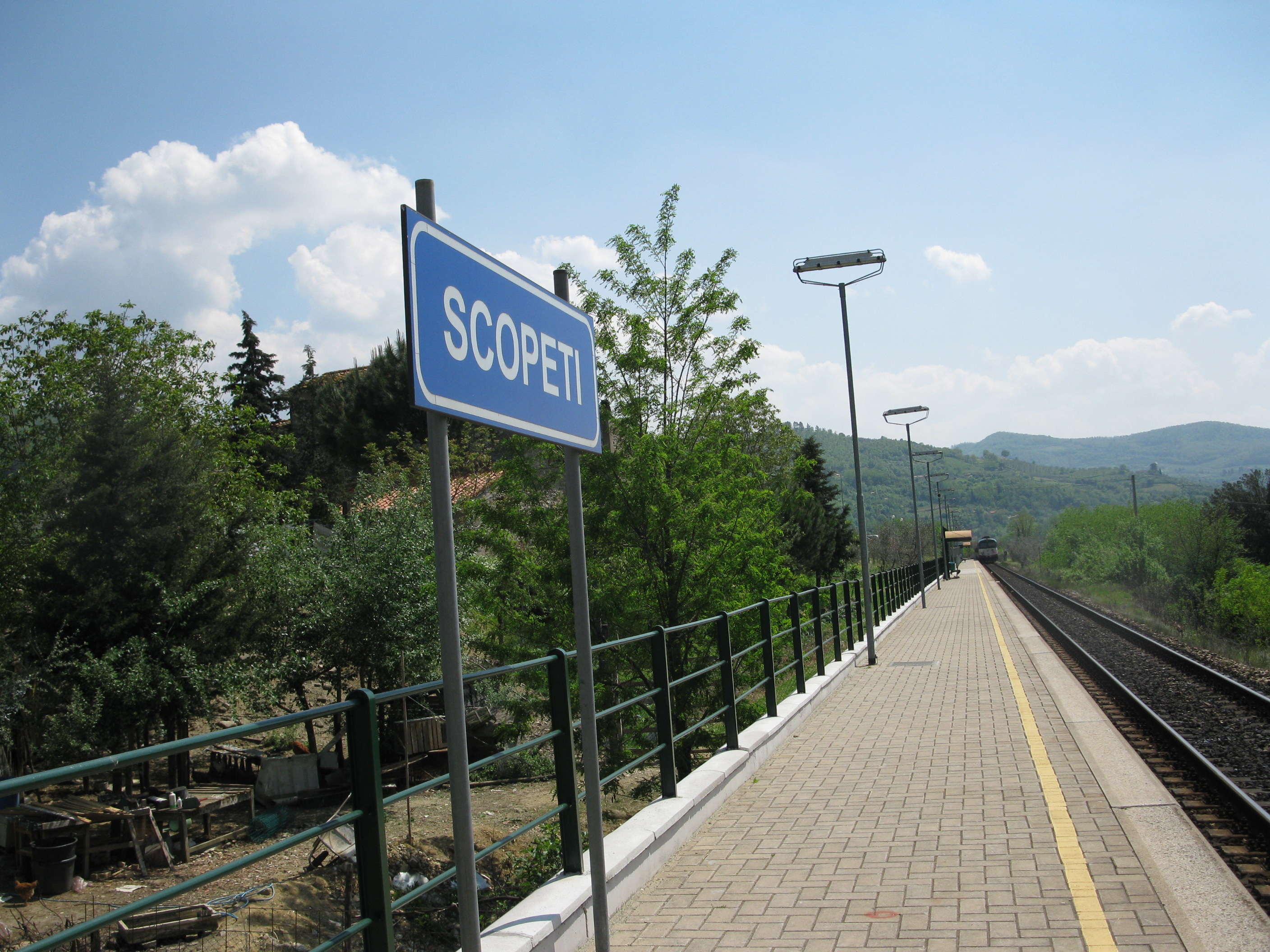
Cartello
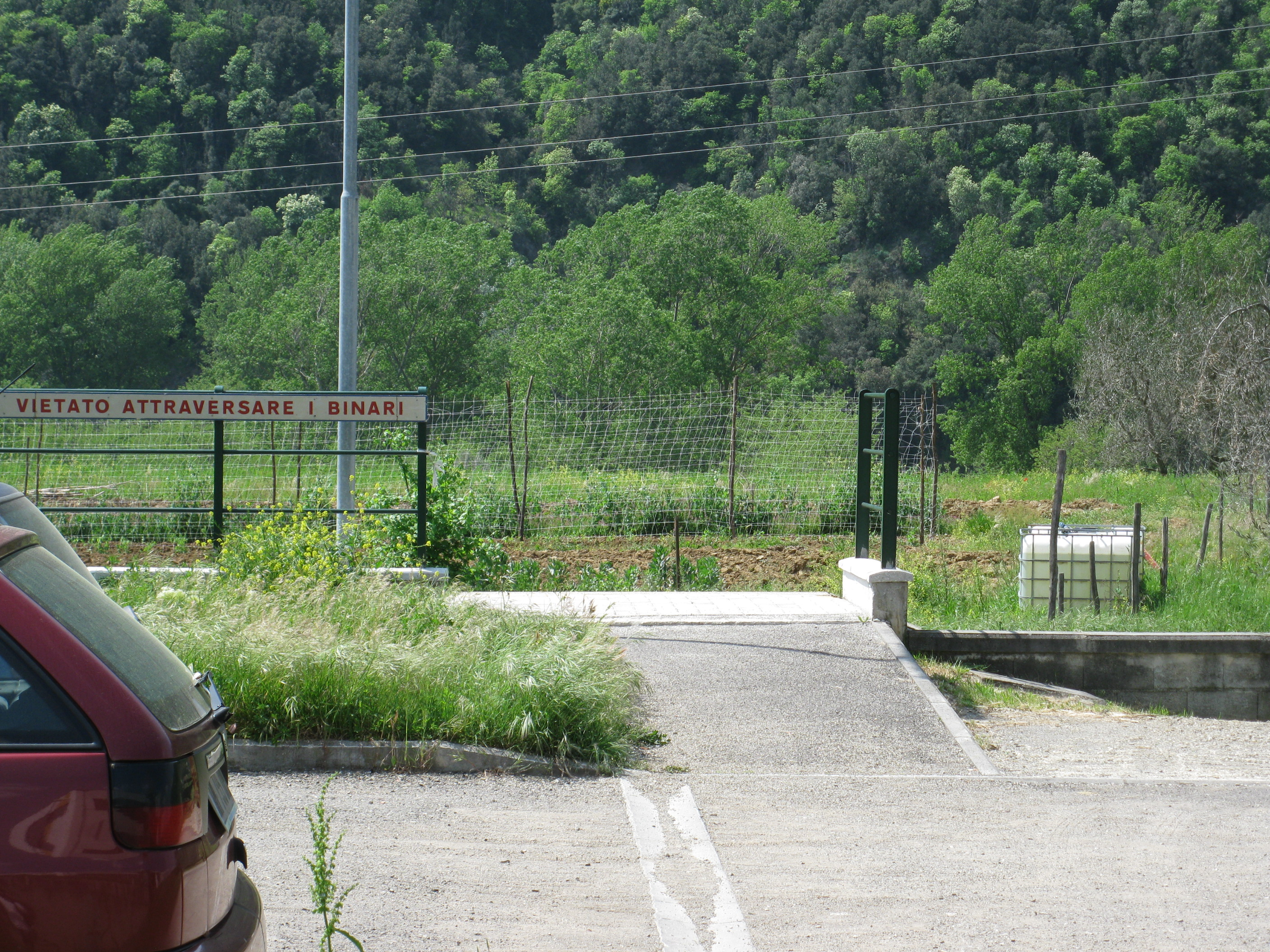
Ingresso della stazione
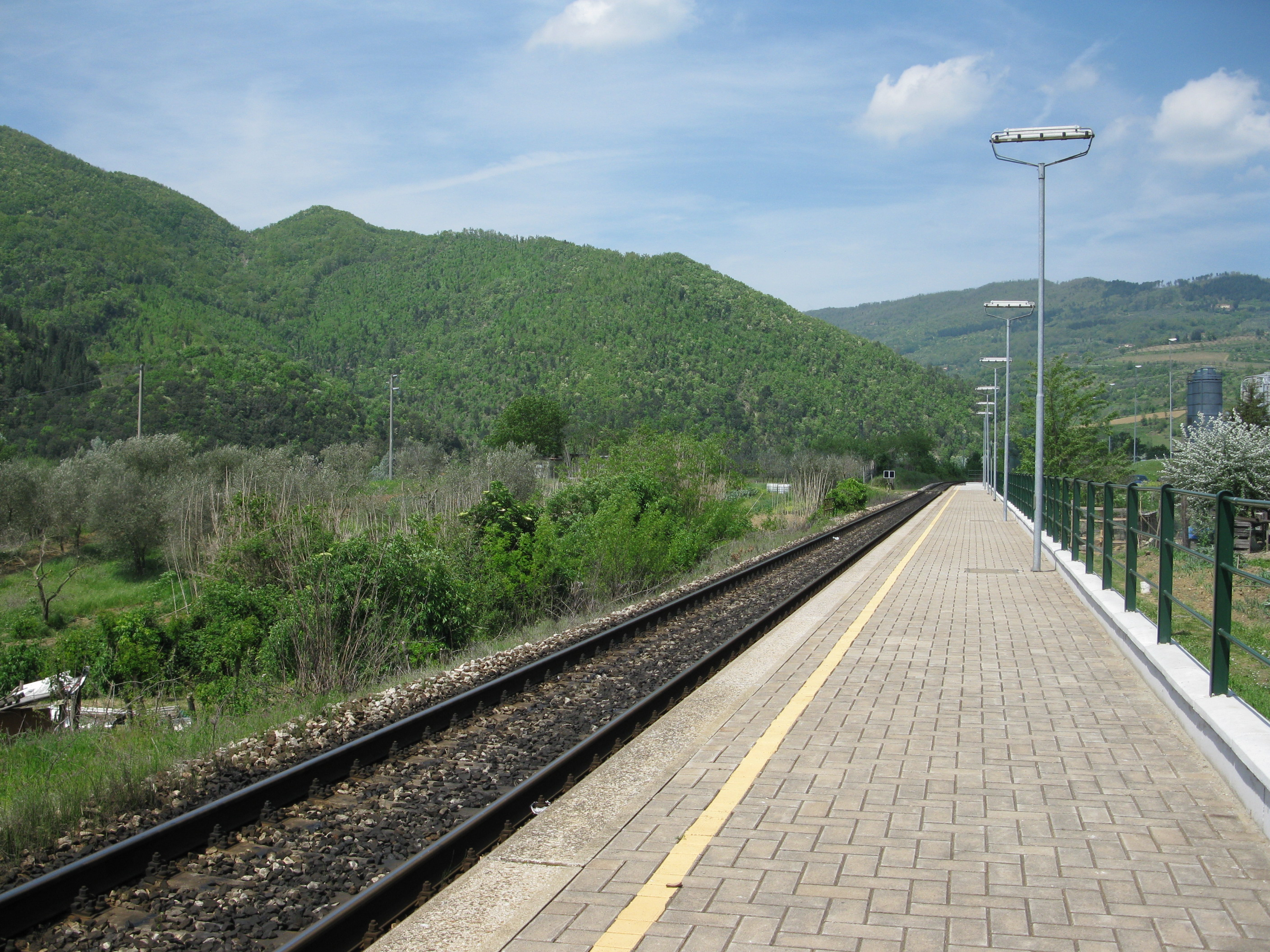
Vista del binario
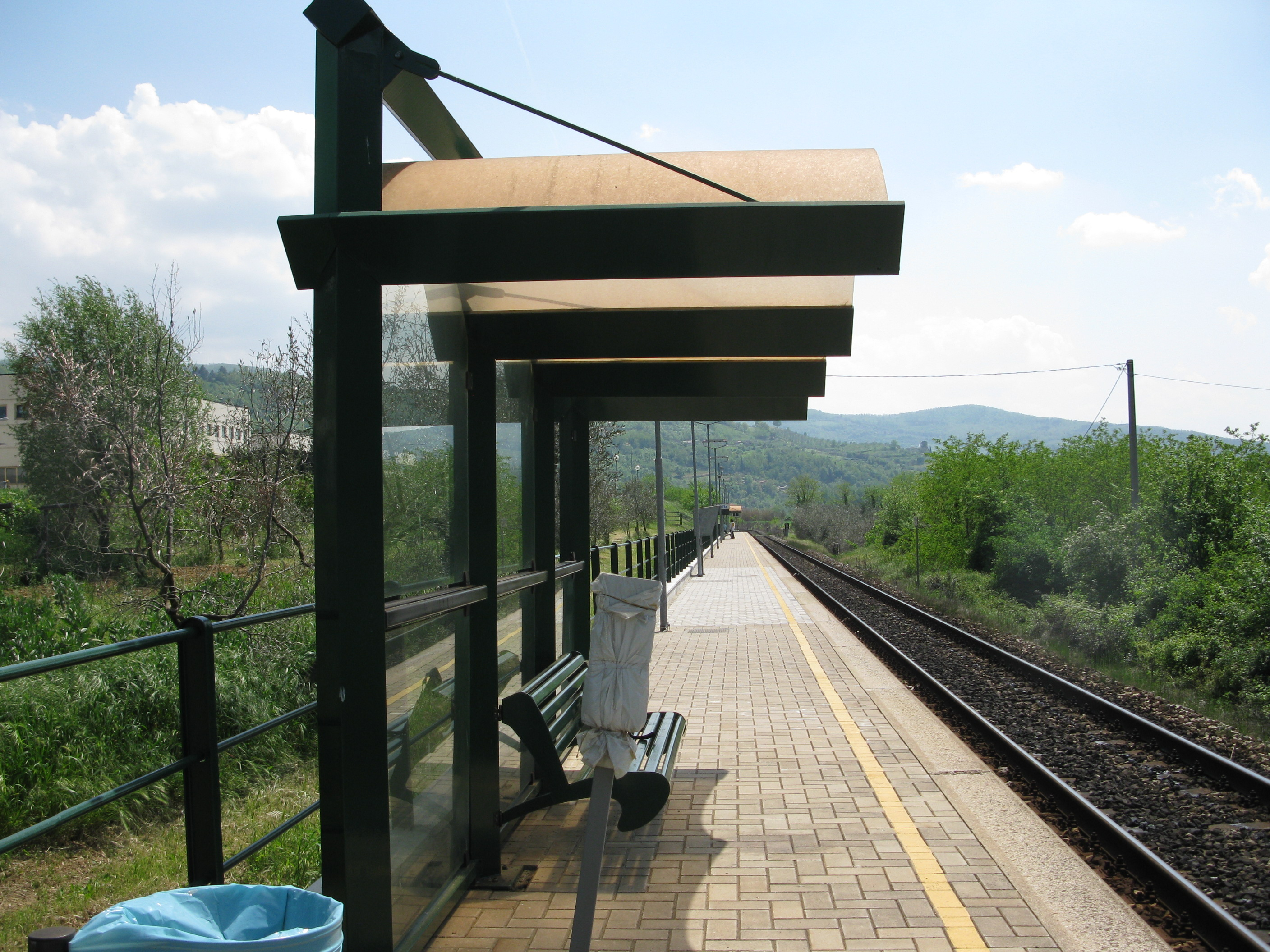
Pensilina